# Austroclimaciella habutsuella
Austroclimaciella habutsuella är en insektsart som först beskrevs av Okamoto 1910.  Austroclimaciella habutsuella ingår i släktet Austroclimaciella och familjen fångsländor. Inga underarter finns listade i Catalogue of Life.